# 汉协盛营造厂
汉协盛营造厂，是1908年设立于中国湖北汉口德华里3号（今中华人民共和国湖北省武汉市江岸区四唯街道）的设计师事务所，1949年停止营业。

## 历史
汉协盛营造厂由沈祝三设立。沈祝三1877年生于宁波鄞县，年轻时在上海协盛营造厂工作，受包工头赏识而成为监工。1904年，沈祝三受点名指派，监督汉口太古洋行一号仓库的工程建设。因该工程质量上乘，沈祝三名声大涨。1906年，英商汉口平和打包厂工程由协盛营造厂承包，仍派沈祝三监工。1908年，平和打包厂工程结束后，沈祝三看准时机，离开老东家上海协盛营造厂，在汉口自己设立汉协盛营造厂。在汉协盛营造厂早期发展过程中，英国工程师海明斯给予了很大支持。他本人从事设计与监工业务，与沈祝三在此前工程中结识。沈祝三来汉后，海明斯凭借英国驻汉口领事馆的支持，为他承揽建筑业务，将自己设计的多项重大工程转给汉协盛营造厂承建。沈祝三则让景明洋行收取工程总造价5—10%的设计费及同样比例的监工费，1921年，为表感谢，赠送景明洋行一幢六层的景明大楼。

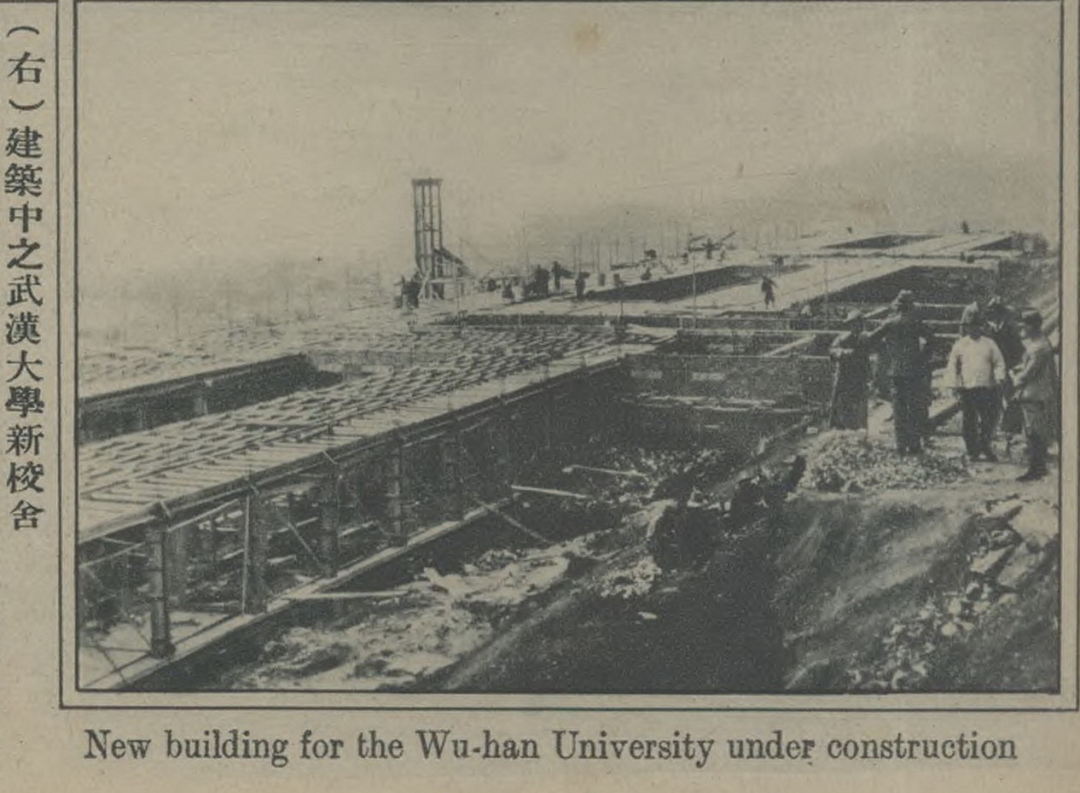
1930年，正在狮子山南坡建设中的国立武汉大学男生寄宿舍

武汉大学可称为汉协盛营造厂的代表工程。该建造工程由美国工程师凯尔斯设计，向社会公开招标承包。为得此工程，沈祝三低价中标。该工程于1930年动工，1938年按合同完工。武汉大学校长王世杰盛赞：“新校舍的建成，应当感谢负责设计的凯尔斯和负责施工的汉协盛。”为运输建筑材料，汉协盛营造厂专辟武昌至珞珈山的公路。而因1931年江淮水灾、全球经济大萧条等天灾人祸及捐赠水塔等事务，该工程结算时，汉协盛营造厂亏损40万元。沈祝三不愿宣布公司破产，因此将自己的产业三多里房屋及附属阜成砖瓦厂抵押给浙江兴业银行取得贷款，使得项目得以继续。又因利滚利，负债100多万元，直到武汉日占时期才偿还完毕。自1931年起，汉协盛营造厂便逐步衰退，此后更是一蹶不振：1941年，沈祝三在汉口去世；1949年，汉协盛营造厂结业。自1945年后，汉协盛营造厂便没有承接过大型项目。

## 规模
汉协盛营造厂初期从上海高价聘请数十位熟练技工和技术人员（最多时有二、三百人）。该厂先后购置英制混凝土搅拌机和打桩机各一台，后仿制打桩机4台，备有电力控制的起重设备，同时配置有20多辆货车和轮船、拖驳各1艘以及运输传送工具，并配有专业搬运工人。这些设备使得汉协盛营造厂既能满足大型复杂工程，又能在10余个工地同时施工（最多时工地达到40多个）。

## 经营
汉协盛营造厂依赖汉口浙江兴业银行的资金支持。该行经理王稻平与沈祝三是同乡，沈祝三常在该行透支周转，有时甚至高达三四十万。为报恩情，沈祝三聘用王稻平弟弟王佑霖为汉协盛附属工厂阜成砖瓦厂总管事。

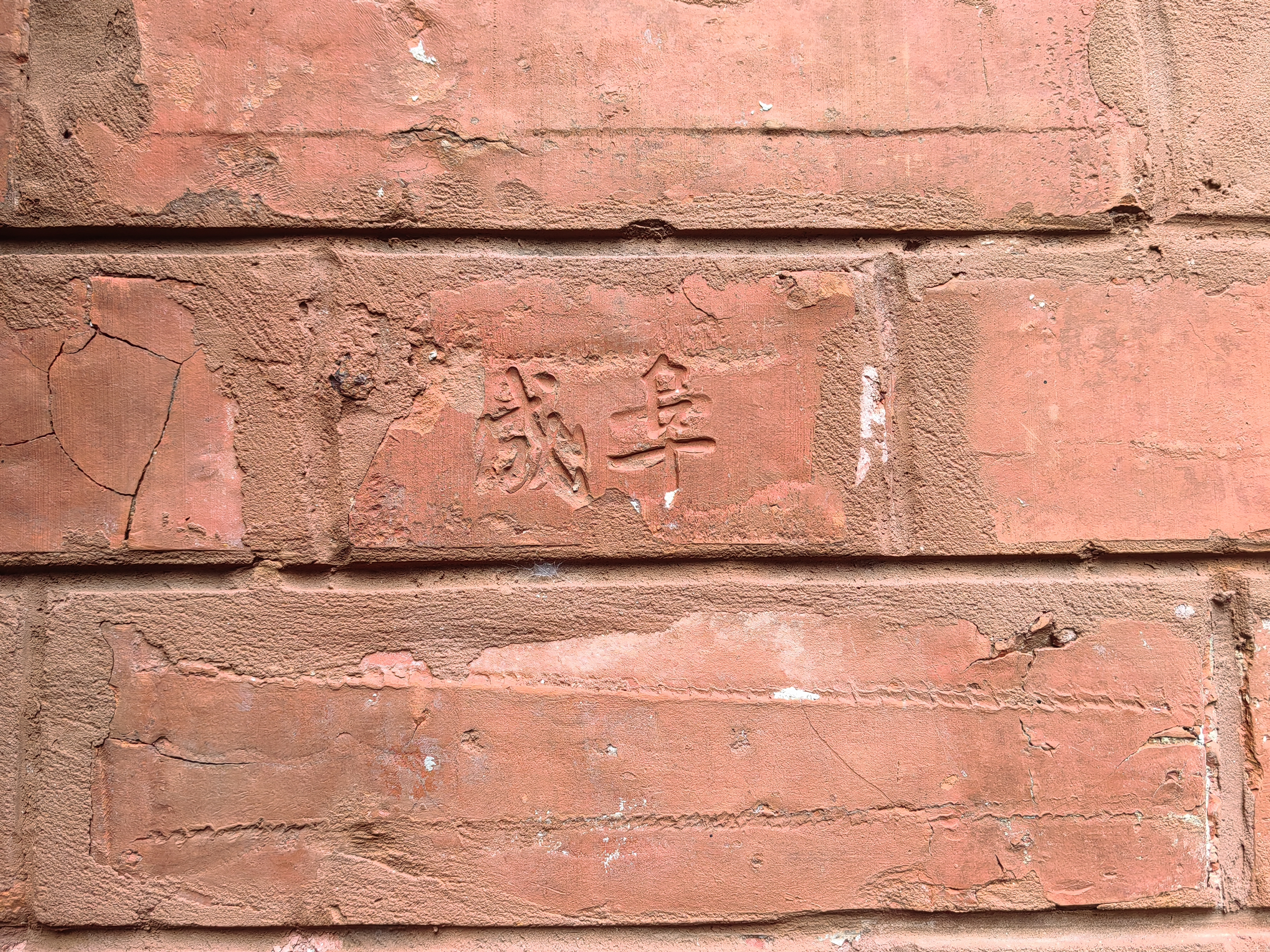
武汉中共中央机关旧址使用的阜成砖

为降低成本，汉协盛营造厂收购德商在汉开办的德源砖瓦厂，创办阜成砖瓦厂，以蒸汽机的技术制砖。阜成砖可以说是汉协盛营造厂的代表。钢材、水泥按低于市场20%的价格直接从德国哈尔钢铁公司进口。

## 工程
汉协盛营造厂要求保固期百年以上，设计为经验丰富的技术人员；进料优质；施工不盲求速度，砌墙时要求建一段存放一段时间，牢固后再砌，门窗等木制品要求存放至干燥才允许使用。施工中，双方均派工程师及监工随时检查质量，有问题坚决返工。
汉协盛营造厂所建造的建筑风格多样，早期多为西方古典主义以及折衷主义，后逐渐转向现代主义过渡风格。统计数据显示，清末至民国的300项武汉著名建筑工程中，有56项为汉协盛营造厂所建。

## 人物
- 沈祝三，汉协盛营造厂创建者[7]
- 沈立舜，汉协盛营造厂经理[10]
- 张孝纯，汉协盛营造厂经理[11]

## 备注
1. 1 2  此处的元指法币[9]。